# Ligne de l'Algarve
La ligne de l'Algarve (en portugais : Linha do Algarve)est une ligne ferroviaire portugaise qui relie la ville de Lagos à celle de Vila Real de Santo António (frontière espagnole, sur une longueur de 139,5 km.